# Куп Мађарске у фудбалу 1993/94.
Куп Мађарске у фудбалу 1993/94. (мађ. 1993–1994-es magyar labdarúgókupa) је било 54. издање серије, на којој је екипа ФК Ференцвароша тријумфовала по 17. пут.

## Четвртфинале[3]
Четвртфиналне утакмице су игране по систему једна утакмица код куће а друга у гостима. 
| Тим #1         | Резултат             | Тим #2         |
| -------------- | -------------------- | -------------- |
| 1994.          |                      |                |
| ФК Ференцварош | 3 : 0 (3 : 0, 0 : 0) | Ђер ЕТО        |
| 1994.          |                      |                |
| Дебрецин ВШК   | 0 : 4 (0 : 1, 0 : 3) | Хонвед Кишпешт |
| 1994.          |                      |                |
| ФК МТК         | 1 : 3 (0 : 1, 1 : 2) | ФК Вашаш       |
| 1994.          |                      |                |
| Ержебет СМТК   | 1 : 2 (0 : 0, 1 : 2) | ФК Шиофок      |

## Полуфинале
Полуфиналне утакмице су игране по систему једна утакмица код куће а друга у гостима.
| Тим #1         | Резултат              | Тим #2         |
| -------------- | --------------------- | -------------- |
| 1994.          |                       |                |
| ФК Шиофок      | 2 : 5 (1 : 3, 1 : 2 ) | Хонвед Кишпешт |
| 1994.          |                       |                |
| ФК Ференцварош | 4 : 1 (2 : 0, 2 : 1)  | ФК Вашаш       |

## Финале
Финалне утакмице су игране по систему једна утакмица код куће а друга у гостима.
| ФК Ференцварош                                          | 3 : 0    | Хонвед Кишпешт |
| ------------------------------------------------------- | -------- | -------------- |
| Ласло Вукович 18’ · Петер Липчеји 33’ · Жолт Палинг 45’ | Извештај |                |

| Хонвед Кишпешт   | 1 : 2    | ФК Ференцварош                             |
| ---------------- | -------- | ------------------------------------------ |
| Иштван Винце 46’ | Извештај | Кенет Кристијансен 39’ · Ласло Вукович 81’ |